# Jeopardy!
 For alternative betydninger, se Jeopardy. (Se også artikler, som begynder med Jeopardy)
 Denne artikel omhandler overvejende eller alene danske forhold. Hjælp gerne med at gøre artiklen mere almen.
Artiklen omhandler udelukkende Jeopardy! i Danmark. Fænomentet findes også i adskillige andre lande, og er ikke en dansk opfindelse.
Jeopardy! er et quiz-program på dansk TV 2 (1995-2005), TV3 (2014-2015) og på Kanal 5 (2024-). Deltagerne nåede frem til TV-optagelserne gennem quiz-konkurrencer landet over. Under selve konkurrencen blev de tre deltagere stillet spørgsmål i seks kategorier. Afhængigt af sværhedsgraden udløste rigtige besvarelser præmier på mellem 100 og 1.000 kroner.
Den vundne præmiesum fulgte vinderen over i næste program, mod to nye konkurrenter, men nr. 2 og 3 fik mindre gevinster, sponsoreret af firmaer, det lod sig fx være rejser, gavekort eller elektronisk udstyr.
Jeopardy adskilte sig fra andre quizzer i paratviden ved, at svaret ikke blev godkendt, med mindre det blev stillet som et spørgsmål. Det vil sige alle svar skulle starte med "hvad er/hvem er..."

## Værter
Følgende har været studieværter på showet:
- Søren Kaster (1995-2000)
- Lasse Rimmer (2000-2003)
- Lars Daneskov (2003-2005)
- Adam Duvå Hall (2014-2015)
- Mads Steffensen (2024-)

Showet er en dansk variant af det populære amerikanske show af samme navn, som blev skabt af Merv Griffin. Det blev sendt første gang i USA på NBC den 30. marts 1964.